# Groupe J des éliminatoires du Championnat d'Europe de football 2020
 (décembre 2022).
Navigation
Groupe I
Cet article donne les résultats des matches du groupe J des éliminatoires de l'Euro 2020.
Le Groupe J est composé de 6 équipes nationales européennes avec pour tête de série l'Italie. L'Italie (1re) et la Finlande (2e) du groupe sont directement qualifiés pour la phase finale de la compétition. La Bosnie-Herzégovine (vainqueur de son groupe en Ligue des Nations) jouera les barrages.

## Classement
| Rang | Équipe                 | Pts | J  | G  | N | P | Bp | Bc | Diff |  | Résultats (▼ dom., ► ext.) |     |     |     |     |     |     |
| ---- | ---------------------- | --- | -- | -- | - | - | -- | -- | ---- |  | -------------------------- | --- | --- | --- | --- | --- | --- |
| 1    | Italie                 | 30  | 10 | 10 | 0 | 0 | 37 | 4  | +33  |  | Italie                     |     | 2-0 | 2-0 | 2-1 | 9-1 | 6-0 |
| 2    | Finlande               | 18  | 10 | 6  | 0 | 4 | 16 | 10 | +6   |  | Finlande                   | 1-2 |     | 1-0 | 2-0 | 3-0 | 3-0 |
| 3    | Grèce                  | 14  | 10 | 4  | 2 | 4 | 12 | 14 | -2   |  | Grèce                      | 0-3 | 2-1 |     | 2-1 | 2-3 | 1-1 |
| 4    | Bosnie-Herzégovine (B) | 13  | 10 | 4  | 1 | 5 | 20 | 17 | +3   |  | Bosnie-Herzégovine (B)     | 0-3 | 4-1 | 2-2 |     | 2-1 | 5-0 |
| 5    | Arménie                | 10  | 10 | 3  | 1 | 6 | 14 | 25 | -11  |  | Arménie                    | 1-3 | 0-2 | 0-1 | 4-2 |     | 3-0 |
| 6    | Liechtenstein          | 2   | 10 | 0  | 2 | 8 | 2  | 31 | -29  |  | Liechtenstein              | 0-5 | 0-2 | 0-2 | 0-3 | 1-1 |     |

- Sélection directement qualifiée pour l'Euro 2020

## Résultats et calendrier
| 1re journée        | Bosnie-Herzégovine                            | 2 - 1   | Arménie                 | Stade Grbavica, Sarajevo                      |                                               |
| 23 mars 2019 20h45 | ( Pjanić) Krunić 33e · ( Višća) Milošević 80e | (1 - 0) | 90+3e (pen.) Mkhitaryan | Spectateurs : 10 000 Arbitrage : Jakob Kehlet | Spectateurs : 10 000 Arbitrage : Jakob Kehlet |
| 23 mars 2019 20h45 | Ćivić 40e                                     | Rapport |                         | Spectateurs : 10 000 Arbitrage : Jakob Kehlet | Spectateurs : 10 000 Arbitrage : Jakob Kehlet |

|       | Italie                            | 2 - 0   | Finlande  | Stade Friuli, Udine                            |                                                |
| 20h45 | Barella 7e · ( Immobile) Kean 74e | (1 - 0) |           | Spectateurs : 24 000 Arbitrage : Orel Grinfeld | Spectateurs : 24 000 Arbitrage : Orel Grinfeld |
| 20h45 | Verratti 63e · Piccini 81e        | Rapport | 63e Sparv | Spectateurs : 24 000 Arbitrage : Orel Grinfeld | Spectateurs : 24 000 Arbitrage : Orel Grinfeld |

|       | Liechtenstein | 0 - 2   | Grèce                                                | Rheinpark Stadion, Vaduz                          |                                                   |
| 20h45 |               | (0 - 1) | 45+1e Fortoúnis (Kourbélis ) · 80e Dónis (Masouras ) | Spectateurs : 2 711 Arbitrage : Alexandre Boucaut | Spectateurs : 2 711 Arbitrage : Alexandre Boucaut |
| 20h45 |               | Rapport | 73e Dónis                                            | Spectateurs : 2 711 Arbitrage : Alexandre Boucaut | Spectateurs : 2 711 Arbitrage : Alexandre Boucaut |

| 2e journée                 | Arménie                                                                | 0 - 2   | Finlande                              | Stade Républicain Vazgen-Sargsian, Erevan         |                                                   |
| 26 mars 2019 18h00 (21h00) |                                                                        | (0 - 1) | 14e Jensen · 78e Soiri (Lod )         | Spectateurs : 12 900 Arbitrage : Nikola Dabanović | Spectateurs : 12 900 Arbitrage : Nikola Dabanović |
| 26 mars 2019 18h00 (21h00) | Calisir (en) 39e · Babayan (en) 40e · Briasco (en) 54e · Haroyan 90+2e | Rapport | 36e Kamara · 66e Hrádecký · 71e Sparv | Spectateurs : 12 900 Arbitrage : Nikola Dabanović | Spectateurs : 12 900 Arbitrage : Nikola Dabanović |

|       | Italie | 6 - 0   | Liechtenstein               | Stadio Ennio Tardini, Parme                      |                                                  |
| 20h45 | ( Spinazzola) Sensi 17e · Verratti 32e · Quagliarella 35e (pen.) · Quagliarella 45+3e (pen.) · ( Quagliarella) Kean 69e · Pavoletti 76e | (4 - 0) |                             | Spectateurs : 19 834 Arbitrage : Kirill Levnikov | Spectateurs : 19 834 Arbitrage : Kirill Levnikov |
| 20h45 | Izzo 90+2e | Rapport | 34e Hasler · 45+2e Kaufmann | Spectateurs : 19 834 Arbitrage : Kirill Levnikov | Spectateurs : 19 834 Arbitrage : Kirill Levnikov |

|       | Bosnie-Herzégovine           | 2 - 2   | Grèce                                      | Stade Bilino-Polje, Zenica                      |                                                 |
| 20h45 | Višća 10e · Pjanić 15e       | (2 - 0) | 64e (pen.) Fortoúnis · 85e Kolovós (Zeca ) | Spectateurs : 10 500 Arbitrage : Danny Makkelie | Spectateurs : 10 500 Arbitrage : Danny Makkelie |
| 20h45 | Pjanić 65e · Kolašinac 90+1e | Rapport | 14e Kourbelis · 17e Dónis                  | Spectateurs : 10 500 Arbitrage : Danny Makkelie | Spectateurs : 10 500 Arbitrage : Danny Makkelie |

| 3e journée                | Arménie                                                                     | 3 - 0   | Liechtenstein | Stade Républicain Vazgen-Sargsian, Erevan    |                                              |
| 8 juin 2019 18h00 (20h00) | ( Haroyan) Ghazarian 2e · Karapetian 18e · ( Babayan (en)) Barseghyan 90+1e | (2 - 0) |               | Spectateurs : 9 200 Arbitrage : Nikola Popov | Spectateurs : 9 200 Arbitrage : Nikola Popov |
| 8 juin 2019 18h00 (20h00) | Hovsepyan (en) 82e                                                          | Rapport |               | Spectateurs : 9 200 Arbitrage : Nikola Popov | Spectateurs : 9 200 Arbitrage : Nikola Popov |

|               | Finlande                               | 2 - 0   | Bosnie-Herzégovine         | Stade de Tampere, Tampere                         |                                                   |
| 18h00 (19h00) | ( Kamara) Pukki 56e · ( Lod) Pukki 68e | (0 - 0) |                            | Spectateurs : 16 103 Arbitrage : Daniel Stefanski | Spectateurs : 16 103 Arbitrage : Daniel Stefanski |
| 18h00 (19h00) |                                        | Rapport | 49e Sarić (en) · 86e Višća | Spectateurs : 16 103 Arbitrage : Daniel Stefanski | Spectateurs : 16 103 Arbitrage : Daniel Stefanski |

|               | Grèce                        | 0 - 3   | Italie                                                         | Stade olympique, Athènes                        |                                                 |
| 20h45 (21h45) |                              | (0 - 3) | 23e Barella (Belotti ) · 30e Insigne · 33e Bonucci (Palmieri ) | Spectateurs : 19 828 Arbitrage : Anthony Taylor | Spectateurs : 19 828 Arbitrage : Anthony Taylor |
| 20h45 (21h45) | Samaris 18e · Masouras 45+1e | Rapport | 43e Verratti                                                   | Spectateurs : 19 828 Arbitrage : Anthony Taylor | Spectateurs : 19 828 Arbitrage : Anthony Taylor |

| 4e journée                 | Grèce                                                       | 2 - 3   | Arménie                                                                      | Stade olympique, Athènes                      |                                               |
| 11 juin 2019 20h45 (21h45) | ( Fortoúnis) Zeca 54e · Fortoúnis 87e                       | (0 - 2) | 8e Karapetian (Barseghyan ) · 33e Ghazarian (Hovhannisyan ) · 74e Barseghyan | Spectateurs : 7 011 Arbitrage : Kristo Thover | Spectateurs : 7 011 Arbitrage : Kristo Thover |
| 11 juin 2019 20h45 (21h45) | Pélkas 19e · Zeca 72e · Papastathópoulos 76e · Masouras 81e | Rapport | 29e Mkrtchyan · 69e Karapetian · 90+6e Babayan (en)                          | Spectateurs : 7 011 Arbitrage : Kristo Thover | Spectateurs : 7 011 Arbitrage : Kristo Thover |

|       | Italie                                                | 2 - 1   | Bosnie-Herzégovine                                   | Juventus Stadium, Turin                                   |                                                           |
| 20h45 | ( Bernardeschi) Insigne 49e · ( Insigne) Verratti 86e | (0 - 1) | 32e Džeko ( Višća)                                   | Spectateurs : 29 100 Arbitrage : Xavier Estrada Fernandez | Spectateurs : 29 100 Arbitrage : Xavier Estrada Fernandez |
| 20h45 | Jorginho 14e                                          | Rapport | 43e Bešić · 44e Ćivić · 62e Sarić (en) · 90+2e Džeko | Spectateurs : 29 100 Arbitrage : Xavier Estrada Fernandez | Spectateurs : 29 100 Arbitrage : Xavier Estrada Fernandez |

|       | Liechtenstein | 0 - 2   | Finlande                                      | Rheinpark Stadion, Vaduz                   |                                            |
| 20h45 |               | (0 - 1) | 37e Pukki (Lod ) · 57e Källman (Lappalainen ) | Spectateurs : 13 680 Arbitrage : Jens Maae | Spectateurs : 13 680 Arbitrage : Jens Maae |
| 20h45 | Büchel 32e    | Rapport |                                               | Spectateurs : 13 680 Arbitrage : Jens Maae | Spectateurs : 13 680 Arbitrage : Jens Maae |

| 5e journée                     | Arménie                                                | 1 - 3   | Italie                                                                           | Stade Républicain Vazgen-Sargsian, Erevan       |                                                 |
| 5 septembre 2019 18h00 (20h00) | ( Barseghyan) Karapetian 11e                           | (1 - 1) | 28e Belotti (Palmieri ) · 77e Pellegrini (Bonucci ) · 80e (csc) Aram Hayrapetyan | Spectateurs : 13 680 Arbitrage : Daniel Siebert | Spectateurs : 13 680 Arbitrage : Daniel Siebert |
| 5 septembre 2019 18h00 (20h00) | Karapetian 26e, 45+1e · Ghazarian 26e · Barseghyan 48e | Rapport | 26e Verratti · 59e Barella                                                       | Spectateurs : 13 680 Arbitrage : Daniel Siebert | Spectateurs : 13 680 Arbitrage : Daniel Siebert |

|       | Bosnie-Herzégovine                                                                                 | 5 - 0   | Liechtenstein         | Stade Bilino Polje, Zenica                   |                                              |
| 20h45 | ( Džeko) Gojak 11e · Malin (en) 80e (csc) · ( Gojak) Džeko 85e · Višća 87e · ( Duljević) Gojak 89e | (1 - 0) |                       | Spectateurs : 3 825 Arbitrage : Glenn Nyberg | Spectateurs : 3 825 Arbitrage : Glenn Nyberg |
| 20h45 | | Rapport | 69e Büchel · 76e Sele | Spectateurs : 3 825 Arbitrage : Glenn Nyberg | Spectateurs : 3 825 Arbitrage : Glenn Nyberg |

|               | Finlande               | 1 - 0   | Grèce                                                       | Stade de Tampere, Tampere                              |                                                        |
| 20h45 (21h45) | Pukki 52e (pen.)       | (0 - 0) |                                                             | Spectateurs : 16 163 Arbitrage : Juan Martínez Manuera | Spectateurs : 16 163 Arbitrage : Juan Martínez Manuera |
| 20h45 (21h45) | Sparv 57e · Kamara 72e | Rapport | 39e Torosídis · 45e Kourbélis · 66e Pélkas · 90+2e Pavlídis | Spectateurs : 16 163 Arbitrage : Juan Martínez Manuera | Spectateurs : 16 163 Arbitrage : Juan Martínez Manuera |

| 6e journée                     | Arménie | 4 - 2   | Bosnie-Herzégovine                             | Stade Républicain Vazgen-Sargsian, Erevan       |                                                 |
| 8 septembre 2019 15h00 (17h00) | ( Barseghyan) Mkhitaryan 3e · ( Hambardzumyan) Mkhitaryan 66e · ( Mkhitaryan) Hambardzumyan 77e · Lončar 90+5e (csc) | (1 - 1) | 13e Džeko (Gojak ) · 70e Gojak (Kolašinac )    | Spectateurs : 12 457 Arbitrage : Benoît Bastien | Spectateurs : 12 457 Arbitrage : Benoît Bastien |
| 8 septembre 2019 15h00 (17h00) | Ghazaryan 33e · Aram Hayirapetyan 85e                                                                                | Rapport | 25e Višća · 45e Bešić · 72e Džeko · 72e Pjanić | Spectateurs : 12 457 Arbitrage : Benoît Bastien | Spectateurs : 12 457 Arbitrage : Benoît Bastien |

|               | Finlande                                                 | 1 - 2   | Italie                             | Stade de Tampere, Tampere                     |                                               |
| 20h45 (21h45) | Pukki 72e (pen.)                                         | (0 - 0) | 59e Immobile · 79e (pen.) Jorginho | Spectateurs : 16 292 Arbitrage : Bobby Madden | Spectateurs : 16 292 Arbitrage : Bobby Madden |
| 20h45 (21h45) | Schüller 57e · Arajuuri 74e · Väisänen 78e · Kauko 90+3e | Rapport | 21e Jorginho · 71e Donnarumma      | Spectateurs : 16 292 Arbitrage : Bobby Madden | Spectateurs : 16 292 Arbitrage : Bobby Madden |

|               | Grèce                     | 1 - 1   | Liechtenstein           | Stade olympique, Athènes                         |                                                  |
| 20h45 (21h45) | ( Kouloúris) Masouras 33e | (1 - 0) | 85e Salanović (Hasler ) | Spectateurs : 3 445 Arbitrage : Alexander Harkam | Spectateurs : 3 445 Arbitrage : Alexander Harkam |
| 20h45 (21h45) | Masouras 37e · Zeca 87e   | Rapport | 54e Meier (en)          | Spectateurs : 3 445 Arbitrage : Alexander Harkam | Spectateurs : 3 445 Arbitrage : Alexander Harkam |

| 7e journée            | Bosnie-Herzégovine                                                                       | 4 - 1   | Finlande                             | Stade Bilino Polje, Zenica                    |                                               |
| 12 octobre 2019 18h00 | ( Kvržić) Hajrović 29e · Pjanić 37e (pen.) · ( Cimirot) Pjanić 58e · ( Gojak) Hodžić 73e | (2 - 0) | 79e Pohjanpalo                       | Spectateurs : 8 193 Arbitrage : Ivan Kružliak | Spectateurs : 8 193 Arbitrage : Ivan Kružliak |
| 12 octobre 2019 18h00 | Hodžić 75e · Jajalo 84e                                                                  | Rapport | 51e Uronen · 53e Raitala · 88e Pukki | Spectateurs : 8 193 Arbitrage : Ivan Kružliak | Spectateurs : 8 193 Arbitrage : Ivan Kružliak |

|       | Italie                                            | 2 - 0   | Grèce                                             | Stade olympique, Rome                           |                                                 |
| 20h45 | Jorginho 63e (pen.) · ( Bonucci) Bernardeschi 78e | (0 - 0) |                                                   | Spectateurs : 56 274 Arbitrage : Sergei Karasev | Spectateurs : 56 274 Arbitrage : Sergei Karasev |
| 20h45 |                                                   | Rapport | 14e Hatzidiakos · 27e Kouloúris · 62e Bouchalakis | Spectateurs : 56 274 Arbitrage : Sergei Karasev | Spectateurs : 56 274 Arbitrage : Sergei Karasev |

|       | Liechtenstein                | 1 - 1   | Arménie                                                  | Rheinpark Stadion, Vaduz                      |                                               |
| 20h45 | Frick 72e                    | (0 - 1) | 19e Barseghyan (Ghazaryan )                              | Spectateurs : 2 285 Arbitrage : István Kovács | Spectateurs : 2 285 Arbitrage : István Kovács |
| 20h45 | Salanović 10e · Hasler 90+5e | Rapport | 30e Haroyan · 48e Hovhannisyan (en) · 53e Hovsepyan (en) | Spectateurs : 2 285 Arbitrage : István Kovács | Spectateurs : 2 285 Arbitrage : István Kovács |

| 8e journée                    | Finlande                                                     | 3 - 0   | Arménie                                       | Veritas Stadion, Turku                            |                                                   |
| 15 octobre 2019 18h00 (19h00) | Jensen 31e · ( Pohjanpalo) Pukki 61e · ( Schüller) Pukki 88e | (1 - 0) |                                               | Spectateurs : 7 231 Arbitrage : Jesús Gil Manzano | Spectateurs : 7 231 Arbitrage : Jesús Gil Manzano |
| 15 octobre 2019 18h00 (19h00) |                                                              | Rapport | 39e Hambardzumyan · 54e Adamyan · 76e Haroyan | Spectateurs : 7 231 Arbitrage : Jesús Gil Manzano | Spectateurs : 7 231 Arbitrage : Jesús Gil Manzano |

|               | Grèce                                               | 2 - 1   | Bosnie-Herzégovine       | Stade olympique, Athènes                     |                                              |
| 20h45 (21h45) | ( Mántalos) Pavlidis 30e · Kovačević (en) 88e (csc) | (1 - 1) | 35e Gojak (Kolašinac )   | Spectateurs : 4 512 Arbitrage : Felix Zwayer | Spectateurs : 4 512 Arbitrage : Felix Zwayer |
| 20h45 (21h45) | Masouras 90e · Kouloúris 90+2e · Bakakis (en) 90+4e | Rapport | 32e Cimirot · 76e Kvržić | Spectateurs : 4 512 Arbitrage : Felix Zwayer | Spectateurs : 4 512 Arbitrage : Felix Zwayer |

|       | Liechtenstein  | 0 - 5   | Italie | Rheinpark Stadion, Vaduz                         |                                                  |
| 20h45 |                | (0 - 1) | 2e Bernardeschi (Biraghi ) · 70e Belotti (Grifo ) · 77e Romagnoli (El Shaarawy ) · 82e El Shaarawy (Cristante ) · 90+2e Belotti (Di Lorenzo ) | Spectateurs : 5 087 Arbitrage : Andris Treimanis | Spectateurs : 5 087 Arbitrage : Andris Treimanis |
| 20h45 | Rechsteiner 2e | Rapport | 84e Tonali | Spectateurs : 5 087 Arbitrage : Andris Treimanis | Spectateurs : 5 087 Arbitrage : Andris Treimanis |

| 9e journée                     | Arménie                                              | 0 - 1   | Grèce                                            | Stade Républicain Vazgen-Sargsian, Erevan        |                                                  |
| 15 novembre 2019 18h00 (21h00) |                                                      | (0 - 1) | 34e Limniós (Giannoúlis )                        | Spectateurs : 6 450 Arbitrage : Paweł Raczkowski | Spectateurs : 6 450 Arbitrage : Paweł Raczkowski |
| 15 novembre 2019 18h00 (21h00) | Barseghyan 39e · Hovsepyan (en) 77e · Yedigaryan 84e | Rapport | 21e Giannoúlis · 41e Stafylídis · 45+1e Mántalos | Spectateurs : 6 450 Arbitrage : Paweł Raczkowski | Spectateurs : 6 450 Arbitrage : Paweł Raczkowski |

|               | Finlande                                    | 3 - 0   | Liechtenstein | Telia 5G -areena, Helsinki                     |                                                |
| 18h00 (19h00) | Tuominen 21e · Pukki 64e (pen.) · Pukki 75e | (1 - 0) |               | Spectateurs : 9 804 Arbitrage : Benoît Bastien | Spectateurs : 9 804 Arbitrage : Benoît Bastien |
| 18h00 (19h00) | Rapport                                     |         |               | Spectateurs : 9 804 Arbitrage : Benoît Bastien | Spectateurs : 9 804 Arbitrage : Benoît Bastien |

|       | Bosnie-Herzégovine | 0 - 3   | Italie                                                                  | Stade Bilino Polje, Zenica                     |                                                |
| 20h45 |                    | (0 - 2) | 21e Acerbi (Barella ) · 37e Insigne (Belotti ) · 53e Belotti (Barella ) | Spectateurs : 8 355 Arbitrage : Sandro Schärer | Spectateurs : 8 355 Arbitrage : Sandro Schärer |
| 20h45 | Kovačević (en) 79e | Rapport | 25e Bernardeschi · 65e Bonucci                                          | Spectateurs : 8 355 Arbitrage : Sandro Schärer | Spectateurs : 8 355 Arbitrage : Sandro Schärer |

| 10e journée                    | Grèce                                                     | 2 - 1   | Finlande               | Stade olympique, Athènes                      |                                               |
| 18 novembre 2019 20h45 (21h45) | ( Bakasétas) Mántalos 47e · ( Kouloúris) Galanópoulos 70e | (0 - 1) | 27e Pukki              | Spectateurs : 5 453 Arbitrage : Aleksei Eskov | Spectateurs : 5 453 Arbitrage : Aleksei Eskov |
| 18 novembre 2019 20h45 (21h45) | Kourbélis 34e                                             | Rapport | 31e Toivio · 71e Kauko | Spectateurs : 5 453 Arbitrage : Aleksei Eskov | Spectateurs : 5 453 Arbitrage : Aleksei Eskov |

|       | Italie | 9 - 1   | Arménie          | Stade Renzo Barbera, Palerme                   |                                                |
| 20h45 | ( Chiesa) Immobile 8e · ( Immobile) Zaniolo 9e · ( Bonucci) Barella 29e · ( Zaniolo) Immobile 33e · ( Jorginho) Zaniolo 64e · Romagnoli 72e · Jorginho 75e (pen.) · ( Chiesa) Orsolini 78e · ( Orsolini) Chiesa 81e | (4 - 0) | 79e Babayan (en) | Spectateurs : 27 752 Arbitrage : Tiago Martins | Spectateurs : 27 752 Arbitrage : Tiago Martins |
| 20h45 | | Rapport | 34e Haroyan      | Spectateurs : 27 752 Arbitrage : Tiago Martins | Spectateurs : 27 752 Arbitrage : Tiago Martins |

|       | Liechtenstein           | 0 - 3   | Bosnie-Herzégovine                                                     | Rheinpark Stadion, Vaduz                      |                                               |
| 20h45 |                         | (0 - 0) | 57e Ćivić (Hajradinović ) · 64e Hodžić (Jajalo ) · 72e Hodžić (Bešić ) | Spectateurs : 2 993 Arbitrage : Halis Özkahya | Spectateurs : 2 993 Arbitrage : Halis Özkahya |
| 20h45 | Brändle 26e · Frick 56e | Rapport |                                                                        | Spectateurs : 2 993 Arbitrage : Halis Özkahya | Spectateurs : 2 993 Arbitrage : Halis Özkahya |

## Statistiques

### Liste des buteurs
| 10 buts - Teemu Pukki 4 buts - Amer Gojak - Andrea Belotti 3 buts - Tigran Barseghyan - Aleksandre Karapetian - Henrikh Mkhitaryan - Edin Džeko - Armin Hodžić - Miralem Pjanić - Kóstas Fortoúnis - Nicolò Barella - Ciro Immobile - Lorenzo Insigne - Jorginho 2 buts - Georg Ghazarian - Edin Višća - Fredrik Jensen - Federico Bernardeschi - Moise Kean - Fabio Quagliarella - Alessio Romagnoli - Marco Verratti - Nicolò Zaniolo | 1 but - Edgar Babayan (en) - Hovhannes Hambardzumyan - Eldar Ćivić - Izet Hajrović - Rade Krunić - Deni Milošević - Benjamin Källman - Joel Pohjanpalo - Pyry Soiri - Anastásios Dónis - Konstantínos Galanópoulos - Dimítris Giannoúlis - Dimítris Kolovós - Pétros Mántalos - Giorgos Masouras - Vangelis Pavlidis - Zeca - Francesco Acerbi - Leonardo Bonucci - Federico Chiesa - Stephan El Shaarawy - Riccardo Orsolini - Leonardo Pavoletti - Lorenzo Pellegrini - Stefano Sensi - Yanik Frick - Dennis Salanović | Contre son camp (csc) - Aram Hayrapetyan - Adnan Kovačević (en) - Stjepan Lončar - Andreas Malin (en) |

### Liste des passeurs
| 3 passes décisives - Leonardo Bonucci - Robin Lod - Kóstas Fortoúnis - Amer Gojak - Tigran Barseghyan 2 passes décisives - Andrea Belotti - Ciro Immobile - Emerson Palmieri - Sead Kolašinac - Edin Višća 1 passe décisive - Federico Bernardeschi - Cristiano Biraghi - Bryan Cristante - Giovanni Di Lorenzo | - Stephan El Shaarawy - Vincenzo Grifo - Lorenzo Insigne - Jorginho - Riccardo Orsolini - Fabio Quagliarella - Leonardo Spinazzola - Nicolò Zaniolo - Glen Kamara - Lassi Lappalainen - Joel Pohjanpalo - Rasmus Schüller - Anastásios Bakasétas - Dimítris Giannoúlis - Dimítris Kourbélis - Pétros Mántalos - Zeca - Muhamed Bešić - Gojko Cimirot | - Haris Duljević - Edin Džeko - Haris Hajradinović - Mato Jajalo - Zoran Kvržić - Miralem Pjanić - Edgar Babayan (en) - Georg Ghazarian - Hovhannes Hambardzumyan - Varazdat Haroyan - Kamo Hovhannisyan - Henrikh Mkhitaryan - Nicolas Hasler |

## Discipline
Un joueur est automatiquement suspendu pour le match suivant :
- S'il cumule trois avertissements (cartons jaunes) lors de trois matchs différents.
- S'il se voit décerner une exclusion de terrain (carton rouge).
- S'il cumule cinq avertissements lors de matchs différents.
- Pour chaque avertissement à partir du cinquième.
  - En cas d’infraction grave, l’Instance de contrôle, d’éthique et de discipline de l'UEFA est habilitée à aggraver la sanction, y compris en l'étendant à d'autres compétitions.

| Joueurs               | Cartons | Suspensions                                              |
| --------------------- | --- | -------------------------------------------------------- |
| Daniel Kaufmann       | 2e journée, contre Italie (26 mars 2019) | 3e journée, contre Arménie (8 juin 2019)                 |
| Miralem Pjanić        | 2e journée, contre Grèce (26 mars 2019) | 3e journée, contre Finlande (8 juin 2019)                |
| Aleksandre Karapetian | 5e journée, contre Italie (5 septembre 2019) | 6e journée, contre Bosnie-Herzégovine (8 septembre 2019) |
| Marco Verratti        | 1re journée, contre Finlande (23 mars 2019) · 3e journée, contre Grèce (8 juin 2019) · 5e journée, contre Arménie (5 septembre 2019)              | 6e journée, contre Finlande (8 septembre 2019)           |
| Tim Sparv             | 1re journée, contre Italie (23 mars 2019) · 2e journée, contre Arménie (26 mars 2019) · 5e journée, contre Grèce (5 septembre 2019)               | 6e journée, contre Italie (8 septembre 2019)             |
| Giorgos Masouras      | 3e journée, contre Italie (8 juin 2019) · 4e journée, contre Arménie (11 juin 2019) · 6e journée, contre Liechtenstein (8 septembre 2019)         | 7e journée, contre Italie (12 octobre 2019)              |
| Varazdat Haroyan      | 2e journée, contre Finlande (26 mars 2019) · 7e journée, contre Liechtenstein (12 octobre 2019) · 8e journée, contre Finlande (15 octobre 2019)   | 9e journée, contre Grèce (15 novembre 2019)              |
| Rumyan Hovsepyan (en) | 3e journée, contre Liechtenstein (8 juin 2019) · 7e journée, contre Liechtenstein (12 octobre 2019) · 9e journée, contre Grèce (15 novembre 2019) | 10e journée, contre Italie (18 novembre 2019)            |